# Gerald Halpin
Gerald Halpin (1899 — 8 de junho de 1944) foi um ciclista australiano que competiu nos Jogos Olímpicos de Verão de 1920, representando a Austrália na prova de velocidade.